# Іноцибе
Іноцибе, або плютка (Inocybe) — рід грибів з родини іноцибові (Inocybaceae).

## Опис
Гриби, головним чином тонком'ясисті, дрібні, рідше середні, щільном'ясисті, з кортиною, яка у багатьох видів швидко зникає. Шапинка конусоподібна, з часом конусоподібно-розпростерта. Пластинки прирослі, від білуватих до червоно-коричневих. Ніжка циліндрична, часто біля основи має бульбу, іноді кільце, що швидко зникає. М'якуш переважно має неприємний запах, іноді приємний — мигдалевий, грибний або фруктовий.
Серед преставників роду багато отруйних видів, що містять мускарин.

## Поширення та середовище існування
Наземні, переважно мікоризні гриби, іноді ростуть на трухлявій деревині у хвойних, листяних і мішаних лісах. В Європі зафіксовано близько 100 видів.

### Поширення в Україні
За «Визначником грибів України» — в Україні 26 видів.

## Види
База даних Species Fungorum станом на 21.11.2019 налічує 1130 видів роду Inocybe (докладнише див. Список видів роду іноцибе).